# Acantholiparis opercularis
Acantholiparis opercularis és una espècie de peix pertanyent a la família dels lipàrids.

## Descripció
- El mascle fa 6,9 cm de llargària màxima i la femella 7.[2][3]

## Hàbitat
És un peix marí i batidemersal que viu entre 227 i 3.610 m de fondària.

## Distribució geogràfica
Es troba al Pacífic nord: des de Kamtxatka fins a les costes centrals d'Oregon (els Estats Units).

## Observacions
És inofensiu per als humans.